# Санто Спирито (Рим)
Санто Спирито је насеље у Италији у округу Рим, региону Лацио.
Према процени из 2011. у насељу је живело 200 становника. Насеље се налази на надморској висини од 232 м.